# Mokřinská vrchovina
Die Mokřinská vrchovina (deutsch etwa: Nassengruber Hochland) ist ein nahezu vollständig mit Fichtenforsten bedecktes und flach gewelltes Hochland in 500 bis 744 m n.m. im östlichen Fichtelgebirge. Der Unterbezirk Mokřinská vrchovina ergibt zusammen mit dem Unterbezirk Polenská vrchovina (deutsch etwa: Hirschfelder Hochland) den Bezirk Blatenská vrchovina (deutsch etwa: Plattenberger Hochland) der geomorphologischen Einteilung Tschechiens.
Einst waren Egerer Stadtwald, Elsterwald und Danich Wald (Bannwald – wurde aufgelöst) Abteilungen des Elstergebirges. Heute liegen diese ehemaligen Reviere auf tschechischem Hoheitsgebiet.
Nach der Neueinteilung in den 1960er- bis 1980er-Jahren durch die tschechoslowakischen Behörden wurden diese Abteilungen entsprechend umbezeichnet. Naturräumlich gehören Chebský les und Halštrovský les heute zur Mokřinská vrchovina in der Hazlovská pahorkatina (deutsch etwa: Haslauer Hügelland), einer Untereinheit der etwas über das landläufig als Fichtelgebirge bezeichnete Gebiet hinausgehenden geomorphologischen Haupteinheit Smrčiny (deutsch: Fichtelgebirge) nach tschechischem System.

## Geomorphologische Klassifizierung
- System: Hercynisch
- Untersystem: Hercynisches Gebirge
- Provinz: Böhmische Masse (Česká vysočina)
- Subprovinz: Krušnohorská subprovincie (Erzgebirgs-Subprovinz)
- Gebiet: Krušnohorská hornatina
- Haupteinheit: Fichtelgebirge (Smrčiny)
- Untereinheit: Hazlovská pahorkatina (Haslauer Hügelland)
- Bezirk: Blatenská vrchovina (deutsch etwa: Plattenberger Hochland)
- Unterbezirk: Mokřinská vrchovina (deutsch etwa: Nassengruber Hochland)

## Geographie
Die Mokřinská vrchovina erstreckt sich im Norden von Mühlbach bei Selb entlang der heutigen Staatsgrenze zu Deutschland östlich des Selber Forstes nach Süden bis nordwestlich von Nový Žďár (deutsch: Neuenbrand) und reicht im Osten von Horní Paseky (deutsch: Oberreuth) bis nördlich von Hazlov (deutsch: Haslau).
Nördlich dieses Gebietes liegt die Ašská vrchovina (deutsch etwa: Ascher Bergland).

## Geologie
Geologisch besteht der Gebirgsstock im Wesentlichen aus Granit. Die Geschichte seiner Orogenese beginnt im Präkambrium vor etwa 750–800 Millionen Jahren – fast 20 % der Erdgeschichte deckt das Gebirge ab, was nur auf wenige der heute noch bestehenden Rumpfgebirge zutrifft. Der Gebirgsstock ist vielfach von Basaltkegeln durchsetzt.

## Berge
Höchster Berg der Mokřinská vrchovina ist der Záhoř (deutsch: Elsterberg) mit 744 m n.m.
- Weitere Berge siehe Selb-Wunsiedler Hochfläche.

## Ortschaften
Orte wie Nový Žďár (deutsch: Neuenbrand), Horní Paseky (deutsch: Oberreuth), Mokřiny (deutsch Nassengrub), Hazlov (deutsch: Haslau) und viele Weiler und Einöden liegen verstreut in oder an der Mokřinská vrchovina.

## Gewässer
Die Bäche Mlýnský potok (Alting) (deutsch: Mühlbach), Mlýnský potok (Selbbach) (deutsch: Alting) und Bilý Halštrov (deutsch: Weiße Elster), sowie verschiedene Weiherketten entwässern die Mokřinská vrchovina.

## Naturschutz
Die bedeutsame Landschaft hat heute viele hochwertige Lebensräume.
Die Mokřinská vrchovina gilt heute als Rückzugsgebiet für den Schwarzstorch und Revier für die Wiederausbreitung des Luchses.

## Geschichte
Der bis ins 19. Jahrhundert verwendete Name Waldsteiner Kette für die Nordwest- und Nordostflanke des Fichtelgebirges geriet in Vergessenheit und wird nicht mehr verwendet.

## Nachweise
1. ↑  Geomorfologicka Československa
2. ↑  DEMEK J. a kol.: Zeměpisný lexikon ČSR – Hory a nížiny, Academia, Praha 1987 s. 222
3. ↑  Heinrich Berghaus: Das Fichtelgebirge und der Frankenjura in: Deütschlands Höhen – Beiträge zur genauern Kenntniß derselben (1834), auf books.google.de

## Karten
- Mapy Czech